# Ponte Buggianese
Ponte Buggianese este o comună din provincia Pistoia, regiunea Toscana, Italia.

## Demografie
Ponte Buggianese - evoluția demografică

|  | Graficele sunt indisponibile din cauza unor probleme tehnice. Mai multe informații se găsesc la Phabricator și la wiki-ul MediaWiki. |

Date: Recensăminte sau birourile de statistică - grafică realizată de Wikipedia